# Henrik Bentzon
Henrik Bentzon, född 5 maj 1895 i Bergen, död 28 september 1971, var en dansk skådespelare av norsk börd. 
Bentzon debuterade på Betty Nansen Teatret 1924 och stannade sedan där med avbrott för säsongen 1933–1934 då han spelade på Dagmarteatret. Han gästspelade även i Paris och på svenska och norska scener. Bland hans roller märks Ejlert Lövborg i Hedda Gabler, Osvald i Gengangare, Hamlet, Niels Lykke i Fru Inger till Östråt. Stockman i En folkefjende, Leicester i Maria Stuart och Johannes i Ordet.
Bentzon tilldelades det danska teaterpriset Teaterpokalen 1936. Han var gift med skådespelaren Betty Nansen 1927–1933.

## Filmografi (urval)
- 1964 - Greven på Liljenborg
- 1963 - Dammsugarligan

## Fotnoter
1. 1 2 3 4 5 6  Danska filminstitutet, läs online, läst: 19 september 2021.[källa från Wikidata]
2. 1 2 3  Find a Grave, läs online, läst: 23 juni 2024.[källa från Wikidata]
3. ↑  Gyldendals Teaterleksikon-ID: Teaterpokalen, läst: 4 augusti 2023.[källa från Wikidata]
4. ↑  Dansk biografisk Leksikon-ID: Henrik_Bentzon, läst: 4 augusti 2023.[källa från Wikidata]
5. ↑  Svensk uppslagsbok, 2:a upplagan, 1947 Arkiverad 31 oktober 2014 hämtat från the Wayback Machine.
6. ↑  Henrik Bentzon Den Store Danske (Gyldendals)